# Erik Cornell
Carl Johan Erik Cornell, född 2 oktober 1930 i Stockholm, död 6 november 2024 i Knivsta, Uppsala län, var en svensk diplomat, tillhörig den svenska släkten Cornell.

## Biografi
Cornell var son till professor Henrik Cornell och Anna-Stina Julin. Han var halvbror till Elias Cornell. Han avlade reservofficersexamen 1953 och blev kapten vid Svea livgardes (I 1) reserv 1969. Han blev fil.kand. 1956 och jur.pol.mag. 1959 innan han blev attaché vid Utrikesdepartementet (UD) 1958. Cornell tjänstgjorde i Bonn 1959, i Genève 1960, vid UD 1963, Warszawa 1964, UD 1965 och i Addis Abeba 1968. Han blev ständigt ombud vid FN:s livsmedels- och jordbruksorganisation (FAO) i Rom 1971, chargé d’affaires i Pyongyang 1975, minister i Genève 1977, ambassadör i Bamako, Banjul, Conakry, Dakar, Freetown, Monrovia, Niamey och Nouakchott med placering i Stockholm 1983. Cornell blev koordinator för afrikanska handels- och biståndsavdelningen 1988 och utnämndes till ambassadör i Ankara 1989.
Han var gift första gången 1959–1972 med avdelningsdirektör Ingrid Cornell, född Söderberg (1935–2014), dotter till läkaren Edward Söderberg och Helga Lindskog. Han gifte sig andra gången 1974 med docenten Gudrun Ahlberg (född 1936), dotter till överlantmätaren Erik Ahlberg och Irma Bodén. Han var far till Svante Cornell.